# Latisipho
Latisipho is een geslacht van weekdieren uit de klasse van de Gastropoda (slakken).

## Soorten
- Latisipho aphelus (Dall, 1889)
- Latisipho errones (Dall, 1919)
- Latisipho georgianus (Dall, 1921)
- Latisipho halibrectus (Dall, 1891)
- Latisipho hallii (Dall, 1873)
- Latisipho hypolispus (Dall, 1891)
- Latisipho jordani (Dall, 1913)
- Latisipho morditus (Dall, 1919)
- Latisipho pharcidus (Dall, 1919)
- Latisipho severinus (Dall, 1919)
- Latisipho siphonoidea (Dall, 1913)
- Latisipho tahwitanus (Dall, 1918)
- Latisipho timetus (Dall, 1919)